# Жирондисти

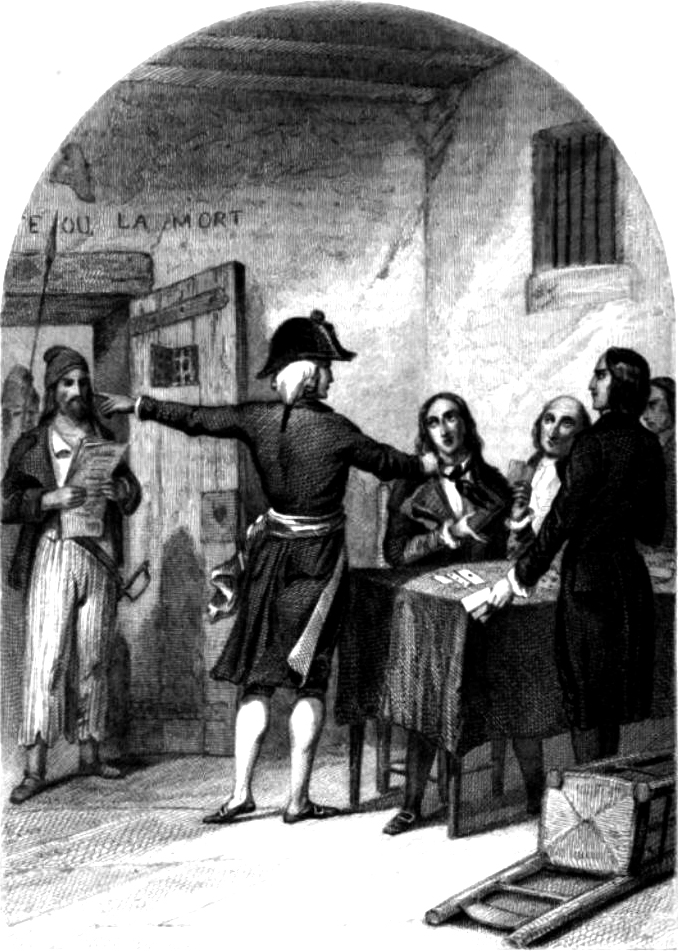

Жирондисти (фр. Girondins фр.: [ʒiʁɔ̃dɛ̃] ( прослухати))  — одна з політичних партій в епоху Французької революції. З 1791 по 1793 жирондисти вели активну діяльність у Законодавчих зборах і Національному конвенті. Разом з монтаньярами вони спочатку були частиною якобінського руху. Вони виступали за кінець монархії, але потім протистояли спіральному імпульсу революції, що спричинило конфлікт із більш радикальними монтаньярами. Вони домінували в русі до свого падіння під час повстання 31 травня – 2 червня 1793, яке призвело до домінування монтаньярів і чистки й, зрештою, масової страти жирондистів. Ця подія вважається початком епохи терору.
Жирондисти були групою слабо пов’язаних осіб, а не організованою політичною партією, і ця назва спочатку застосовувалася неофіційно, оскільки найвидатнішими виразниками їхньої точки зору були депутати Законодавчих зборів від департаменту (département) Жиронда на південному заході Франції. Лідер жирондистів Жак П'єр Бріссо запропонував амбітний військовий план поширення революції на міжнародному рівні, тому жирондисти були партією війни в 1792–1793.
Бріссо та мадам Ролан були страчені, а Жан Ролан (який переховувався) покінчив життя самогубством, коли дізнався про страту. Пейн був ув'язнений, але ледве уникнув страти. Знаменита картина Смерть Марата зображує полум'яного радикального журналіста і викривача жирондистів Жана-Поля Марата після того, як його зарізала у ванні Шарлотта Корде, симпатик жирондистів. Корде не намагалася втекти і була заарештована і страчена.
Свою назву (яку заміняли іноді ім'ям «Жиронда», la Gironde) партія отримала від департаменту Жиронда (з головним містом Бордо), що обрав у жовтні 1791 в Законодавчі збори депутатами місцевих адвокатів Верньйо, Гюаде, Жансонне, Гранжнева та молодого купця Дюко, гурток яких і був початковим ядром партії. До неї незабаром приєдналися Бріссо зі своєю групою (бріссотинці), Ролан та його дружина Мадам Ролан, Кондорсе, Фоше, Інар, Ґарран де Кулон та інші. Вони також мали союзника в особі американського активіста англійського походження Томаса Пейна.
Прихильники індивідуальної свободи, шанувальники демократичної політичної теорії Руссо, вони невдовзі почали виступати в республіканському дусі як полум'яні захисники революції, яку вони бажали перенести і за кордон Франції.

## Ідентичність
Збірна назва «жирондисти» використовується для опису «згуртованої групи французьких депутатів, які змагалися з монтаньярами за контроль над Національним конвентом».

## Ідеологія
Слова жирондист і монтаньяр визначаються як політичні групи — більш конкретні визначення є предметом теоретизування істориків. Ці два слова активно обговорювалися прибічниками з різним розумінням того, що вони мали означати. Ці дві групи не мали формальних політичних структур, і відмінності між ними ніколи не були задовільно пояснені. Було запропоновано відмовитися від слова жирондист як корисного терміна.
Під впливом класичного лібералізму та концепцій демократії, прав людини та поділу влади Монтеск'є жирондисти спочатку підтримували конституційну монархію, але після втечі до Варенна, під час якої Людовик XVI намагався втекти з Парижа, щоб почати контрреволюцію, жирондисти стали переважно республіканцями, з роялістською меншістю. Як і якобінці, вони також зазнали впливу творів Жан-Жака Руссо.
На початку правління жирондисти підтримували вільний ринок, виступаючи проти контролю над цінами на товари (наприклад, максимальні ціни на зерно в 1793). Разом з Бріссо вони виступали за експорт революції через агресивну зовнішню політику, включаючи війну проти навколишніх європейських монархій. Жирондисти також були одними з перших прихильників аболіціонізму у Франції, а Бріссо очолював антирабовласницьке Товариство друзів чорношкірих. Деякі жирондисти, такі як Кондорсе, підтримували виборче право для жінок і політичну рівність.
Вони сиділи зліва від центристcьких фельянів, але пізніше засідали праворуч від Національних зборів після нейтралізації фельянів. Вони були основною консервативною політичною партією у Франції того часу і виступали проти радикального курсу революції, що призвело до епохи терору. Як правило, історики поділяють Конвент на лівих якобінців-монтаньярів, центристів рівнина і правих жирондистів.
Жирондисти підтримували демократичні реформи, секуляризм і сильну законодавчу владу за рахунок слабшої виконавчої та судової влади на противагу авторитарним лівим монтаньярам, які підтримували публічне визнання Верховної Істоти та сильну виконавчу владу.